# John Evanson
John Evanson (Newcastle-under-Lyme, 10 maggio 1947) è un ex calciatore inglese, di ruolo centrocampista.

## Biografia
Nasce nel 1947 a Newcastle-under-Lyme. Dopo aver lasciato il calcio si dedicò alla ristorazione insieme alla moglie Bonnie.

## Carriera
Inizia la sua carriera professionistica con l'Oxford Utd, nel quale si era formato, giocandoci dal 1964 al 1974 e disputandovi, tra tutte le competizioni ufficiali, 168 partite, segnando 11 reti. Con i Yellows vinse la Third Division 1967-1968, ottenendo la promozione in cadetteria.
Dal 1974 al 1976 milita nel Blackpool, sempre nella serie cadetta inglese, ottenendo come miglior piazzamento il settimo posto nella Second Division 1974-1975.
Nell'estate 1976 passa agli statunitensi dei Miami Toros, franchigia della NASL. Con i Toros non riuscì a superare la fase a gironi del torneo 1976. 
Tornato in patria passa al Fulham, sempre in seconda divisione. Vi giocò sino al 1979 quando passò al Bournemouth, club di quarta divisione.
Militò poi nei dilettanti del Poole Town.

## Palmarès

### Competizioni nazionali
- Third Division: 1

Oxford United: 1967-1968